# Catumaxomab
Il catumaxomab nome commerciale Removab è un anticorpo monoclonale ibrido ratto/topo che viene usato per il trattamento dell'ascite maligna, una patologia che è presente nei pazienti con tumore metastatizzato. Esso lega l'antigene CD3 ed EpCAM.
Il farmaco è stato sviluppato in partnership dalla Fresenius Biotech e dalla Trion Pharma.

### Catumaxomab
- (EN) Robert O. Dillman, Principles of Cancer Biotherapy, Springer, July 2009,  pp. 377–, ISBN 978-90-481-2277-6.
- (EN) Ian N. Olver, The MASCC Textbook of Cancer Supportive Care and Survivorship, Springer, 28 febbraio 2011,  pp. 264–, ISBN 978-1-4419-1224-4.
- (EN) Don S. Dizon e Susana M. Campos, Gynecologic Cancer, Jones & Bartlett Learning, 1º marzo 2010,  pp. 27–, ISBN 978-0-7637-7321-2.
- (DE) Ulrich Schwabe e Dieter Paffrath, Arzneiverordnungs-Report 2010: Aktuelle Daten, Kosten, Trends Und Kommentare, Springer, 4 novembre 2010,  pp. 58–, ISBN 978-3-642-13379-4.